# Somaliatrapp
Somaliatrapp (Neotis heuglinii) är en fågel i familjen trappar inom ordningen trappfåglar.

## Utseende
Somaliatrappen är en rätt stor och ranglig trapp. Hanen har mestadels svart ansikte, medan honans ansikte är strimmigt. Båda könen har grå hals och vit buk. I flykten syns att vingarna är ljusbruna och svarta ovan, undertill mestadels ljusa. Arten liknar vitbukig trapp, men hanen skiljer sig genom mörk näbb och honan genom grå, ej brunaktig, hals.

## Utbredning och systematik
Fågeln förekommer på savanner från Eritrea till södra Etiopien, norra Somalia och norra Kenya. Den behandlas som monotypisk, det vill säga att den inte delas in i några underarter.

## Levnadssätt
Somaliatrappen är en rätt fåtalig fågel i torr savann, buskmarker och andra halvökenartade områden. Den ses ofta i par.

## Status
Arten har ett stort utbredningsområde och beståndet anses stabilt. Internationella naturvårdsunionen IUCN listar den därför som livskraftig (LC).

## Namn
Fågelns vetenskapliga artnamn hedrar Theodor von Heuglin (1824-1876), tysk upptäcktsresande och ornitolog verksam i Sudan, Abessinien och Somaliland. Fram tills nyligen kallades den heuglintrapp även på svenska, men justerades 2022 till ett enklare och mer informativt namn av BirdLife Sveriges taxonomikommitté.